# Linhart Šťávka
Linhart Šťávka, O.Cist. († po roce 1488) byl český cisterciácký mnich. V letech 1467-1470 byl opatem kláštera ve Zlaté Koruně a následně v letech 1470-1488 opatem kláštera ve Žďáru nad Sázavou. Jeho data narození a úmrtí nejsou přesně známa.

## Život
Pocházel z rodiny Mikuláše Šťávky z jihočeských Hodonic. Stal se mnichem v cisterciáckém opatství Fons Beatae Mariae Virginis ve Žďáru nad Sázavou, později však přešel do jihočeské Zlaté Koruny, kde také zastával po jistou dobu úřad převora. V roce 1467 byl zvolen zlatokorunským opatem. Jeho působení v této funkci však nebylo šťastné a velmi rychle se mu podařilo přivést klášter k velkému úpadku. Po třech letech na úřad opata rezignoval. Záhy však byl zvolen opatem ve svém domovském žďárském klášteře. Zde působil celkem 18 let. Rezignoval v roce 1488. Uvádí se, že v témže klášteře pak žil ještě dlouho jako obyčejný mnich. Není známo, kdy zemřel.